# Lecointea ovalifolia
Lecointea ovalifolia é uma espécie vegetal da família Fabaceae.
Apenas pode ser encontrada no Peru.